# 栾家坪乡
栾家坪乡是中国陕西省延安市子长县下辖的一个乡。

## 行政区划
栾家坪乡下辖以下行政区：
栾家坪村、郭家坪村、南家湾村、甄家沟村、何家石咀村、冯家沟村、强家洼村、余家峁村、强家湾村、张家沟村、贾家沟村、徐家洼村、十里铺村、韩家崖堤村、徐家坪村、齐家圪崂村、郭家河村、强家坪村、庙湾沟村、廖齐沟村、齐家河村、窑台村、黑圪塔村